# جورج براون (ممثل)
جورج براون (بالإنجليزية: Georg Stanford Brown)‏ هو مخرج وممثل كوبي وأمريكي، ولد في 24 يونيو 1943 بهافانا في كوبا.

## أعمال

### مسلسلات
- الشمال والجنوب

## وصلات خارجية
- جورج براون على موقع IMDb (الإنجليزية)
- جورج براون على موقع ألو سيني (الفرنسية)
- جورج براون على موقع ميوزك برينز (الإنجليزية)
- جورج براون على موقع أول موفي (الإنجليزية)
- جورج براون على موقع قاعدة بيانات الأفلام السويدية (السويدية)
- جورج براون على موقع إن إن دي بي (الإنجليزية)
- جورج براون على موقع قاعدة بيانات الفيلم (الإنجليزية)
- جورج براون على موقع كينوبويسك (الروسية)